# Vụ sát hại James Bulger
James Patrick Bulger (16 tháng 3 năm 1990 – 12 tháng 2 năm 1993) là một cậu bé sinh tại Kirkby, Merseyside, Anh, bị sát hại vào ngày 12 tháng 2 năm 1993 khi mới chỉ gần 3 tuổi. Cậu bị bắt cóc, tra tấn và đánh chết bởi 2 cậu bé khác là Robert Thompson (sinh ngày 23 tháng 8 năm 1982) và Jon Venables (sinh ngày 13 tháng 8 năm 1982). Bulger bị lạc tại Trung tâm mua sắm New Strand ở Bootle khi đi cùng mẹ. Thi thể biến dạng của cậu được tìm thấy ở gần một đường tàu cách đó 4 km vùng Walton, Liverpool, 2 ngày sau khi bị sát hại. Thompson và Venables bị bắt giữ vào ngày 20 tháng 2 năm 1993 với 2 tội danh bắt cóc và giết người.
2 nghi phạm trên bị tuyên án vào ngày 24 tháng 11 năm 1993, trở thành 2 phạm nhân trẻ tuổi nhất trong lịch sử hình sự nước Anh. Cả hai bị quản thúc cho tới tuổi trưởng thành – tuổi 18 – và được thả vào tháng 6 năm 2001 với chứng minh tùy thân mới và ràng buộc trách nhiệm hình sự suốt đời. Năm 2010, Venables bị tống giam sau khi vi phạm ràng buộc trên, và được trả tự do qua đối chất trước tòa vào năm 2013.
Vụ án trở thành tâm điểm cho những tranh cãi về cách thức giam giữ nghi phạm dưới tuổi trưởng thành khi chúng bị tuyên án và trả tự do sau thời gian quản thúc.

## Vụ sát hại
CCTV của Trung tâm mua sắm New Strand ngày 12 tháng 3 năm 1993 có ghi hình Thompson và Venables đã quan sát cậu bé từ lâu để xác định mục tiêu. Cả hai trốn học ở trường, vốn là một việc mà chúng đã có thói quen. Trong ngày hôm đó, Thompson và Venables đã ăn cắp một số thứ, bao gồm một con búp bê, vài cục pin và một thùng sơn màu lam – tất cả sau đó đều được tìm thấy tại hiện trường vụ án. Một trong 2 cậu bé sau này thú nhận chúng lên kế hoạch tìm một đứa trẻ để bắt cóc nên đã đi dọc theo con đường lớn trong khu mua sắm, đi tới tận phía đầu của khu mua sắm.
Cũng trong chiều hôm đó, James Bulger (báo chí còn gọi bằng tên "Jamie"), tới từ Kirkby, cùng mẹ Denise tới Trung tâm mua sắm New Strand. Khi đang ở quầy thịt A.R. Tym ở tầng dưới vào lúc 3:40 chiều, Denise, vì không chú ý, đã phát hiện ra con trai mình mất tích. Cậu bé đã tự mở cửa và đi ra ngoài khi mẹ đang mua hàng, và Thompson và Venables lập tức để ý. Chúng tiến lại gần và nói chuyện, trước khi dắt tay và dẫn ra ngoài khu mua sắm. Khoảnh khắc đó được CCTV ghi lại là 3:42.
2 cậu bé dẫn Bulger đi bộ 4 cây số quanh Liverpool (2,5 dặm) tới kênh đào Leeds-Liverpool, nơi nạn nhân bị đánh vào đầu và tra tấn lên khuôn mặt. Trên quãng đường đi, 2 hung thủ cũng đùa giỡn việc ném cậu bé xuống kênh đào. Suốt quãng đường đi bộ ở Liverpool, ít nhất 38 người đã bắt gặp 3 cậu bé này. Bulger bị sưng ở đầu và kêu khóc, tuy nhiên những người đi đường đều cho rằng không có gì đáng quan tâm vì nghĩ chúng là anh em. Có hai người đã tới bắt chuyện 2 hung thủ, và chúng nói rằng Bulger là em trai, hoặc trả lời rằng cậu nhóc bị lạc và chúng đang giúp đưa cậu bé tới đồn cảnh sát. Sau đó, chúng đưa Bulger tới một cửa hiệu thú cảnh, song liền bị đuổi ra. Chúng cuối cùng tới làng Walton. Khi thấy đồn cảnh sát của vùng Walton ngay phía đối diện, chúng có chút do dự nên mang Bulger qua con dốc ở bờ sông để tới cạnh đường tàu gần bến Walton & Anfield, kế bên nghĩa trang Anfield, nơi chúng bắt đầu tra tấn nạn nhân.
Sau này ở phiên tòa, một trong 2 hung thủ khai nhận tại địa điểm trên chúng đã đổ sơn Humbrol vào mắt trái của Bulger. Chúng đấm và đá vào người nạn nhân, ném gạch và sỏi đá vào cậu bé. Nhiều cục pin được tìm thấy trong miệng của Bulger. Cảnh sát cho rằng còn có nhiều cục pin khác bị nhét vào hậu môn nạn nhân, song không có báo cáo cụ thể nào ghi lại. Cuối cùng, một thanh sắt nặng 22 pound (khoảng 10 kg) vốn là một đoạn đường ray tàu đã đè lên người nạn nhân. Bulger bị vỡ hộp sọ, hậu quả sau chấn thương do bị thanh sắt đánh vào đầu. Bác sĩ Alan Williams – người trực tiếp khám nghiệm tử thi – cho biết Bulger chịu tổng cộng tới 42 vết thương, và chúng đều tới từ những cú đòn riêng lẻ.
Cảnh sát cũng nghi ngờ có cả những hành vi tình dục, khi giày, tất, áo khoác và quần lót của Bulger đều bị lột bỏ. Bác sĩ cho biết phần bao quy đầu của Bulger đã bị xâm hại. Khi bị thám tử và bác sĩ tâm lý trẻ em Eileen Vizard hỏi về vấn đề này, Thompson và Venables tỏ ra khá miễn cưỡng khi kể chi tiết; chúng cũng bác bỏ việc nhét pin vào hậu môn của Bulger. Trong phiên đối chất cuối cùng, bác sĩ tâm lý của Venables cho tới tuổi trưởng thành – Susan Bailey – cho biết "qua việc theo dõi đi theo dõi lại những vấn đề của Jon kể từ khi là một đứa trẻ, và giờ đây là một thiếu niên, cậu ấy hẳn không có một lý do gì liên quan tới xâm hại tình dục".
Trước khi bỏ đi, 2 hung thủ đặt Bulger lên đường tàu, để đầu cậu bé lên vài viên gạch nhằm tạo hiện trường giả cái chết do tai nạn. Sau khi chúng rời đi, thi thể của Bulger bị cắt đôi bởi đoàn tàu hỏa. Những mảnh xác của cậu bé được tìm thấy vài ngày sau đó, ngày 14 tháng 2. Các bác sĩ tử thi đều kết luận rằng cậu đã chết trước khi bị đoàn tàu cán qua.
Cảnh sát nhanh chóng và dễ dàng nhận dạng được Bulger ở Trung tâm mua sắm New Strand khi bị 2 cậu bé khác dắt ra ngoài. Khi tính nghiêm trọng của cái chết được thông báo, giới báo chí đã đăng tin về những nhân chứng, những người đã nhìn thấy Bulger song không hề giúp đỡ bằng cụm từ "Liverpool 38". Đoạn đường ray bị phong tỏa cho tới khi nơi thi thể được tìm thấy phủ kín bởi những bó hoa.
Gia đình của nạn nhân, những người bị bắt giữ để thẩm vấn song nhanh chóng được thả, đã phải rời khỏi thành phố. Bước ngoặt tới khi một người phụ nữ nhìn thấy những cảnh quay CCTV trên truyền hình đã nhận ra Venables mà bà biết đã trốn học cùng Thompson ngày hôm đó. Bà liền gọi cho cảnh sát và chúng bị bắt giữ ngay lập tức.

## Tố tụng pháp lý

### Bắt giữ
Việc hung thủ chỉ là những cậu nhóc thực sự gây choáng váng cho những thanh tra tham gia vụ án, được chỉ huy bởi thám tử Albert Kirby thuộc Phòng cảnh sát vùng Merseyside. Những báo cáo đầu tiên chỉ ghi lại rằng Bulger đã được nhìn thấy đi cùng 2 "người trẻ tuổi" (hàm ý rằng những kẻ sát nhân chỉ ở độ tuổi thiếu niên), song tuổi chính xác của chúng lại khó có thể xác định qua chất lượng hình ảnh thu được từ CCTV.
Những khám nghiệm sau đó cho thấy rằng những màu sơn lam tìm thấy trên quần áo nghi phạm hoàn toàn trùng khớp với sơn trên thi thể nạn nhân. Phần máu trên giày của Thompson lẫn Venables cũng hoàn toàn trùng khớp sau kiểm tra DNA. Dấu vết trên má phải của Bulger cũng hoàn toàn khít với phần đầu chiếc giày của Thompson, và phần sơn bị tróc ở mũi giày của Venables chứng minh hung thủ đã dùng một "lực rất đáng kể" để đá vào người nạn nhân.
Cả hai nghi phạm bị kết án hung thủ giết James Bulger vào ngày 20 tháng 2 năm 1993, và tới tòa sơ thẩm dành cho trẻ vị thành niên vùng phía Nam Sefton ngày 22 tháng 2. Trong khoảng thời gian cho tới lúc bị tuyên án, chúng bị giam giữ trong tù. Ngay sau khi bị bắt giữ, qua các phương tiện thông tin, chúng được đặt biệt danh 'Đứa trẻ A' (Thompson) và 'Đứa trẻ B' (Venables). Trong quá trình chờ đợi xét xử, cả hai đều được đảm bảo các quyền lợi bảo vệ dành cho các phạm nhân bị tuyên án chung thân.

### Tuyên án
Có tới khoảng 500 người hiếu kỳ đã có mặt tại buổi sơ thẩm đầu tiên tại Tòa án dành cho trẻ vị thành niên vùng phía Nam Sefton. Phụ huynh của 2 bị can được yêu cầu chuyển tới một vùng khác và nhận chứng minh tùy thân mới sau khi được xác nhận đã qua đời bởi các công tố viên.
Phiên tòa chính thức diễn ra tại Tòa án hình sự thành phố Preston ngày 1 tháng 11 năm 1993, với quy trình như với phiên tòa của người trưởng thành khi 2 bị can ngồi tại bàn đối chất tách riêng khỏi gia đình, còn thẩm phán và các chánh án mặc đúng trang phục quy chuẩn. Tại đây, chúng chối bỏ những cáo buộc bắt cóc, giết người và lên kế hoạch bắt cóc. Tội danh lên kế hoạch bắt cóc được gán với sự kiện diễn ra tại Trung tâm mua sắm New Strand sớm ngày 12 tháng 2 năm 1993 – chính ngày mà Bulger bị sát hại. Thompson và Venables trước đó đã âm mưu với một cậu nhóc 2 tuổi khác, song bị mẹ cậu bé phát hiện. Cả hai bị can được ngồi trên ghế cao để có thể nhìn thấy xung quanh, khi bàn đối chất vốn được thiết kế cho người trưởng thành, và được giám sát bởi 2 nhân viên bảo trợ xã hội. Cho dù bị tách riêng khỏi bố mẹ, chúng vẫn được thu xếp một cách hạn chế để liên lạc với họ trong suốt thời gian thụ án. Báo chí cũng đưa nhiều tin tức về chuyển biến thái độ của 2 bị can. Vấn đề này sau đó bị Tòa án Nhân quyền châu Âu phê phán vào năm 1999 khi cho rằng chúng không được xét xử trong một phiên tòa phù hợp do phải chấp nhận một phiên tòa công khai dành cho người trưởng thành.
Tại phiên tòa, công tố viên hình sự Richard Henriques đã sử dụng thành công luận cứ doli incapax nhằm chứng minh những đứa trẻ không phải chịu trách nhiệm pháp lý cho hành vi của mình. Tòa án cho rằng Thompson và Venables đã gây ra "một hành động tự phát gây hại", tương đương với những hành vi hình sự mà sau này khi trưởng thành chúng có thể hiểu rõ độ nghiêm trọng. Bác sĩ tâm lý trẻ em Eileen Vizard, người trực tiếp đối chất với Thompson tại tòa, đã được hỏi liệu chúng có thể nhận biết được thế nào đúng hay sai khi bắt cóc một đứa trẻ khỏi mẹ của mình và khi làm tổn thương nó. Ông trả lời "Nếu vấn đề chỉ là tính tương đối của các khả năng thì tôi có thể trả lời câu hỏi đó là chắc chắn." Vizard cho biết Thompson đã mắc chứng rối loạn stress sau sang chấn sau khi sát hại Bulger. Bác sĩ Susan Bailey từ phòng nghiên cứu tâm lý của Bộ Nội vụ, người đối chất với Venables, khẳng định rằng hung thủ hoàn toàn có khả năng nhận biết sai đúng của sự việc.
Thompson và Venables không hề nói một lời trong suốt phiên tòa, và nội dung xét xử dựa chủ yếu trên những đoạn băng thu âm dài tới 20 tiếng thẩm vấn bởi cảnh sát được bật trong phiên tòa. Thompson được cho là kẻ chủ mưu vụ bắt cóc, cho dù Venables mới chính là kẻ đưa ý tưởng mang Bulger tới khu vực đường tàu. Venables sau này kể lại rằng Bulger có vẻ "yêu mến" hắn, nắm tay và dễ dàng để cho hắn dắt đi khắp nơi cho tới tận lúc chết.
Phiên tòa đối chất cũng được bổ sung bởi rất nhiều vật chứng, bao gồm 27 viên gạch, những hòn đá vấy máu, quần lót của Bulger, thanh sắt lớn được xác định là đường ray tàu hỏa. Các bác sĩ khám nghiệm tử thi đã phải mất tới 33 phút để chỉ ra những chấn thương trên thi thể Bulger, phần chân của cậu bé bị tàn phá nặng nề đặc biệt từ đoạn từ hông trở xuống đã bị lột sạch quần áo. Nhiều chấn thương sọ não cũng được xác định, trong đó có cả xuất huyết não.
2 nghi phạm ở tuổi 11 bị kết tội hung thủ của vụ án vào ngày 24 tháng 11 năm 1993, trở thành 2 kẻ giết người trẻ tuổi nhất của thế kỷ 20. Thẩm phán Justice Morland cho rằng Thompson và Venables đã phạm tội "man rợ và dã man chưa từng có... Với tôi, thái độ của cả hai là vô cùng gian trá và nguy hại." Morland tuyên án chúng dưới danh nghĩa của Nữ hoàng, với yêu cầu chúng cần phải được giam giữ quản thúc "rất, rất, rất nhiều năm sau đó" có thời hạn tối thiểu là 8 năm.
Để kết thúc phiên xử, thẩm phán gỡ bỏ những biện pháp bảo vệ thông tin và cho phép công bố tên của 2 hung thủ "Tôi cần làm như vậy để mối quan tâm của công chúng sẽ làm dằn vặt những ham muốn của những kẻ phạm tội... Chúng ta cần một cuộc tranh luận công khai về những hành vi hình sự thực hiện bởi trẻ dưới tuổi thành niên." Luật sư, Ngài David Omand, sau này có bình luận về quyết định trên và chỉ ra những khó khăn theo kèm trong bài đánh giá vào năm 2010 về những quy trình thu thập chứng cứ của vụ án này.

### Tranh cãi sau phiên tòa
Không lâu sau phiên xử, và sau khi thẩm phán yêu cầu mức quản thúc tối thiểu là 8 năm, Bộ trưởng Bộ Tư pháp Peter Taylor đã yêu cầu 2 hung thủ cần phải được tăng mức giam lên tối thiểu 10 năm, buộc chúng chỉ có thể được tự do vào tháng 2 năm 2003 ở tuổi 20.
Các biên tập viên tờ The Sun liền thu thập 280.000 chữ ký gửi tới Bộ trưởng Bộ Nội vụ Michael Howard nhằm gia tăng thời gian quản thúc đối với 2 hung thủ. Cuộc vận động được chấp thuận, và tới tháng 7 năm 1994, Howard tuyên bố 2 cậu bé sẽ được giam giữ trong thời hạn tối thiểu là 15 năm, có nghĩa là chúng chỉ được trả tự do vào tháng 2 năm 2008 ở tuổi 25.
Thẩm phán John Donaldson phê phán sự can thiệp của Bộ Nội vụ, cho rằng việc gia tăng thời hạn là "một sự trả thù mang tính hình thức... bởi các chính trị gia trong cuộc chơi của mình". Quyết định gia tăng thời hạn giam giữ trên bị Thượng viện Anh bác bỏ vào năm 1997, kết luận rằng điều đó không "hợp pháp" khi Bộ Nội vụ lại có thể giới hạn thời hạn giam giữ đối với 2 phạm nhân trẻ tuổi. Tòa án tối cao Anh cũng như Tòa án Nhân quyền châu Âu chưa từng nhắc tới vấn đề này, vì Quốc hội luôn có thể thiết lập mức giam tối đa và tối thiểu cho từng trường hợp tội phạm cụ thể, đó là trách nhiệm của thẩm phán tại tòa dựa theo chứng cứ và luận điểm của cả hai bên nguyên đơn và bị đơn, nhằm quyết định mức giam tối thiểu đối với từng hoàn cảnh.
Vụ án cũng tạo nên không khí tang thương và cả những hoang mang tâm lý trong lòng công chúng Anh. Tony Blair, khi đó đang làm Thứ trưởng Bộ Nội vụ, phát biểu tại Wellingborough: "Chúng ta được nghe về một tội ác quá tàn bạo, nó gây mất niềm tin và cả sự phẫn nộ ở khắp nơi... Đây chính là những mặt xấu của xã hội vốn không thể xứng đáng tồn tại." Thủ tướng Anh John Major nói: "Xã hội cần phải lên án nhiều hơn nữa, nhưng cũng cần hiểu biết ít hơn." Thẩm phán Morland nhấn mạnh rằng việc phát hành những video bạo lực có thể sẽ khích động những hành động tương tự Thompson và Venables, song điều đó lại gây tranh cãi khi Phát ngôn viên Bộ Ngoại giao David Maclean cho rằng cảnh sát không tìm thấy bất cứ bằng chứng nào liên hệ vụ án với những "video bẩn" trên. Một số tờ báo tại Anh cho rằng vụ án có nhiều nét tương đồng với bộ phim Child's Play 3, và chiến dịch chống lại những "video bẩn" lại được dấy lên. Theo điều tra của cảnh sát, Child's Play 3 là một trong những bộ phim mà bố của Venables từng thuê về xem vài tháng trước khi xảy ra vụ án, tuy nhiên không có bằng chứng rõ ràng để chứng minh rằng Jon đã xem nó. Có một cảnh quay trong phim mà nhân vật búp bê Chucky đã bị bắn tung tóe những viên đạn sơn màu xanh lam khi chơi paintball. Một thám tử nói: "Chúng tôi đã tìm hiểu tới 200 bộ phim mà gia đình Venables từng thuê. Có một vài thứ trong số đó mà bạn, và tôi, đều không muốn xem, nhưng không có một thứ gì – cảnh quay, nhân vật hay đoạn hội thoại – mà bạn có thể bấm nút dừng lại và chỉ ra rằng nó trực tiếp khiến cho lũ trẻ trở thành những kẻ giết người." Thám tử Ray Simpson thuộc Sở cảnh sát vùng Merseyside bình luận: "Nếu bạn cố liên kết vụ án này với một bộ phim, có lẽ bạn nên chọn bộ phim The Railway Children." Luật Hình sự và Trật tự công cộng năm 1994 sau đó đã buộc phải chỉ rõ những loại video mà trẻ em được phép xem.

### Quản thúc
Sau phiên tòa, Thompson được gửi tới Trung tâm phục hồi nhân phẩm Barton Moss ở thành phố Manchester. Venables được giữ lại ở Vardy House, thuộc khu Red Bank, thành phố St Helens, Merseyside, nơi mà 25 năm trước Mary Bell từng bị quản thúc trong 12 năm tù đầu tiên của mình. Những địa điểm trên không được thông báo với công chúng cho tới tận ngày 2 hung thủ được trả tự do.
Những chi tiết về cuộc sống hàng ngày của 2 phạm nhân được ghi chép lại 2 lần/ngày, và được ký bởi những nhân viên phụ trách. Chúng được biên tập lại thành một quyển và được sao chép về các văn phòng ở Whitehall. 2 đứa trẻ được hướng dẫn cách giấu thân phận thật và tội ác của mình nhằm tránh những hậu quả khó lường trước trong tù. Cha mẹ của Venables thường xuyên tới thăm Red Bank, trong khi mẹ của Thompson cũng tới Barton Moss 3 ngày/lần.
2 hung thủ được giáo dục cũng như phục hồi nhân phẩm; ngoài chút khó khăn ban đầu, Venables có những bước tiến bộ rõ rệt ở Red Bank, giúp cậu có quyền được ở lại đây trong vòng 8 năm cho dù chỉ thị ban đầu chỉ là để cậu lại đây trong thời gian ngắn. Cả hai cậu bé đều được ghi báo cáo mắc chứng rối loạn stress sau sang chấn, và Venables thường xuyên nhắc về những ác mộng và hình ảnh của vụ sát hại.

### Kháng án và trả tự do
Năm 1999, luật sư của Thompson và Venables gửi đơn kiện lên Tòa án Nhân quyền châu Âu, cho rằng phiên tòa xử 2 cậu bé không công bằng khi chúng còn quá nhỏ để phải theo những quy trình của một phiên tòa cho người lớn. Tòa án bác bỏ phần kiến nghị của họ cho rằng phiên tòa vi phạm nhân quyền và có những hành vi đối xử không phù hợp, tuy nhiên đồng tình rằng 2 bị can không được đảm bảo quyền đối chất công bằng do bản chất của vụ án. Tòa án cũng nhấn mạnh sự can thiệp của Michael Howard đã tạo nên "không khí căng thẳng khác thường", phá vỡ nguyên tắc công bằng của công lý. Ngày 15 tháng 3 năm 1999, tòa án tại Strasbourg bỏ phiếu với 14 thuận/5 chống cho rằng phiên tòa đã vi phạm điều 6 của Công ước châu Âu về Nhân quyền về tính công bình của phiên tòa xử Thompson và Venables: "Việc thực thi phiên tòa đối với những đứa trẻ 11 tuổi tại một tòa án dành cho người lớn là một quy trình tố tụng mang tính đe dọa nghiêm trọng."
Tháng 1 năm 1999, cha mẹ của Bulger cũng gửi đơn lên Tòa án Nhân quyền châu Âu, song không được tòa chấp nhận yêu cầu cho phép nạn nhân được quyền quyết định án phạt cho hung thủ.
Tòa án châu Âu gửi hồ sơ vụ án cho tân Bộ trưởng Tư pháp Harry Woolf nhằm giảm thời hạn giam giữ. Tháng 10 năm 2000, ông thay đổi thời hạn từ 10 xuống 8 năm, bổ sung rằng 2 phạm nhân là "đối tượng nguy hiểm" cho giới thanh niên.
Tháng 6 năm 2001, sau 6 tháng nghiên cứu, phòng ân xá cho rằng 2 cậu bé không còn nguy hiểm đối với xã hội và cho phép trả tự do cho chúng theo thời hạn tối thiểu, tức là tháng 2 năm sau. Bộ trưởng Bộ nội vụ David Blunkett đồng ý ký quyết định này, và chúng được gỡ bỏ khỏi việc bị quản thúc mà đã phải chịu suốt 8 năm. Cả hai đều được cấp giấy chứng minh tùy thân mới và được đưa tới một nơi đặc biệt của "chương trình bảo vệ nhân chứng". Chúng cũng được giúp đỡ để làm hộ chiếu, số an sinh xã hội, chứng nhận trình độ học vấn cũng như giấy khám sức khỏe. Blunkett bổ sung thêm một số ràng buộc vào trong hồ sơ của chúng và yêu cầu nhận báo cáo hàng ngày từ đội ngũ chuyên viên.
Những ràng buộc trách nhiệm hình sự đặc biệt trong việc trả tự do bao gồm: chúng không được quyền giao tiếp với bất cứ thành viên nào của gia đình Bulger; cấm được quay lại vùng Merseyside; chúng hoàn toàn có thể bị giới nghiêm; và chúng phải thường xuyên báo cáo cho những chuyên viên. Nếu chúng vi phạm và gây ra bất cứ mối nguy hiểm nào cho xã hội, chúng buộc phải quay trở lại nhà tù.
Một bản cáo trạng được giới thiệu với truyền thông sau phiên tòa, công bố những chi tiết liên quan tới 2 cậu bé. Bản cáo trạng cuối cùng được giữ kín sau phiên đối chất cuối cùng của chúng trước tòa, vậy nên những thông tin về tùy thân cũng như địa điểm sống của hung thủ không hề được tiết lộ. Blunkett nói vào năm 2001: "Bản cáo trạng cần được giữ kín vì có một khả năng rất lớn và hiển hiện rằng cuộc sống của chúng sẽ bị gặp nguy hiểm nếu những thông tin tùy thân được công bố."

## Hậu truyện
Vài tháng sau phiên tòa và sau sự ra đời của người con trai thứ hai, cha mẹ của James là Ralph và Denise Bulger li thân; họ chính thức li hôn vào năm 1995. Denise tái hôn với Stuart Fergus và họ còn có hai người con trai chung. Ralph sau đó cũng tái hôn và có thêm 3 người con gái với người vợ kế.
Tờ The Observer cung cấp thông tin rằng cả Thompson và Venables đều qua được kỳ kiểm tra A-level trong thời gian thụ án. Tờ báo cũng đăng tin việc gia đình Bulger đã xin tư vấn từ bác sĩ tâm lý để có lập luận trước tòa rằng Thompson bị rối loạn thần kinh nhân cách qua việc cậu bé không có một chút ăn năn trong suốt quá trình giam giữ và đối chất. Bản báo cáo ngay lập tức bị bác bỏ. Tuy nhiên, việc Thompson không có một chút ăn năn, trái ngược với Venables, đã dẫn tới nhiều suy xét trong suốt quá trình đối chất. Sau khi được trả tự do, Thompson và Venables không còn chút phương ngữ nào của vùng Liverpool, Những báo cáo tâm lý tổng hợp vào năm 2000 trước khi Venables được thả cho thấy cậu chỉ còn là mối nguy hiểm "không đáng kể" đối với xã hội và hầu như không có khả năng tái phạm. Cơ hội cải tạo và tái hòa nhập của cậu được cho là "rất cao".
Tờ Manchester Evening News sau đó công bố chi tiết tên của những khu vực tin cậy mà họ cho rằng 2 cậu bé trú ngụ, nhằm lách qua những biện pháp phòng chống thông tin công khai mà quyết định năm 2001 đã sửa lại. Tờ báo sau đó phải trả 30.000 £ chi phí tại tòa, ngoài ra còn thêm 120.000 £ tiền phạt.
Không có bất cứ hành vi phạm pháp đáng kể nào mà Thompson hay Venables mắc phải. Tuy nhiên, mẹ của Bulger nói rằng vào năm 2004, bà nhận được một bức thư nặc danh chỉ chỗ ở của Thompson. Khi nhìn thấy hắn, bà đã "bất động vì căm hận" và không dám gặp mặt.
Tháng 4 năm 2007, một số tài liệu liên quan tới Luật Tự do thông tin năm 2000 đã khẳng định rằng Bộ Nội vụ đã phải trả 13.000 £ cho một tờ báo nước ngoài để họ không công bố tùy thân mới của Thompson và Venables.
Ngày 14 tháng 3 năm 2008, một buổi lễ nhỏ được tổ chức tại Red Balloon Learner Centres, vùng Merseyside, bởi Denise Fergus và Esther Rantzen để tưởng nhớ James Bulger. Một khu vườn nhỏ được khánh thành tại Trường tiểu học Sacred Heart vùng Kirkby – nơi mà nạn nhân sẽ theo học nếu không bị sát hại.
Tháng 3 năm 2010, một kiến nghị yêu cầu gia tăng giới hạn tối thiểu để chịu trách nhiệm hình sự tại Anh từ 10 lên 12 tuổi. Nhà nghiên cứu tội phạm trẻ em Maggie Atkinson nói rằng hung thủ vụ James Bulger đáng lẽ ra phải được "hệ thống" để được tái hòa nhập với xã hội hơn là bị đem ra xét xử. Lời kiến nghị bị Bộ Tư pháp bác bỏ khi họ cho rằng trẻ em 10 tuổi đã có đủ nhận thức để hiểu sự khác nhau giữa "thói hư và hành vi nghiêm trọng". Tới tháng 4, một thanh niên 19 tuổi từ đảo Man bị tuyên án 3 tháng tù treo vì tuyên bố lừa gạt trên Facebook rằng mình từng là bạn học của Robert Thompson. Thẩm phán Tòa tối cao Alastair Montgomerie nói thanh niên trên "đã đẩy đối tượng tới mối hiểm họa nghiêm trọng" và "hoàn cảnh nguy hiểm" dẫn tới việc phải tố tụng hình sự.
Tháng 3 năm 2012, một thanh niên 26 tuổi từ Chorley, Lancashire đã bị bắt giữ sau khi đăng lên facebook dòng trạng thái "Những gì xảy ra với James Bulger quả là hài hước". Chiếc máy tính mà đối tượng này sử dụng cũng bị tịch thu để phục vụ điều tra.
Ngày 25 tháng 2 năm 2013, Hội luật sư quốc gia cho rằng đã có một sự vi phạm có hệ thống khi rất nhiều cá nhân đã đăng tải lên những hình ảnh của Thompson hoặc Venables khi trưởng thành. Người đại diện bình luận rằng "Rất nhiều hình ảnh đã được phát tán trực tuyến chụp lại hình ảnh của Thompson hoặc Venables; đôi khi những cá nhân trên lại xác định nhầm một trong 2 đối tượng và tự đặt mình vào tình trạng nguy hiểm. Trát của tòa án, và cả lệnh thực thi, không chỉ để bảo vệ Venables và Thompson mà cả những cá nhân khác đã xác định nhầm họ ngoài đời thường." Ngày 24 tháng 4 cùng năm, 2 người đàn ông đã nhận án tù 9 tháng vì vi phạm quy định trên khi đăng ảnh của Venables và Thompson lên tài khoản Facebook và Twitter. Những hình ảnh đó được 24.000 người xem. Theo cố vấn luật pháp của đài BBC Clive Coleman, việc tố tụng nhằm đảm bảo rằng công chúng nhận thức rằng Internet cũng hoàn toàn có thể trở thành nội dung của các cuộc kiện tụng. Ngày 27 tháng 11, một người khác từ Liverpool cũng nhận 14 tháng tù treo vì đăng ảnh của Venables lên Twitter.
Ngày 14 tháng 7 năm 2016, một người phụ nữ từ Margate, Kent đã bị tuyên án tù 36 tháng tù sau khi gửi ảnh ghép kẻ sát nhân cùng bóng ma của cậu bé Bulger cho mẹ của cậu. Sau khi đối chất trước tòa sơ thẩm, án tuyên bị giảm xuống còn 30 tháng. Ngày 25 tháng 10, một người đàn ông đã phải nhận án 26 tuần giam giữ sau khi bị bắt khi theo dõi Denise Fergus. Người đàn ông này từng bị cảnh sát để ý từ năm 2008.
Ngày 31 tháng 1 năm 2019, Tòa án tối cao tuyên 8 án khác nhau đối với một người đàn ông và một người phụ nữ đăng ảnh và nhân thân của Venables lên mạng xã hội. Cả hai đều được tại ngoại. Tới ngày 13 tháng 3, nữ diễn viên Tina Malone cũng đã phải chịu án 8 tháng tù tại ngoại sau khi đăng tải thông tin về Venables trên Facebook.

### Venables được phóng thích lần đầu
Ngay trước khi được phóng thích lần đầu tiên vào năm 2001, ở tuổi 17, Venables đã bị tố cáo quan hệ tình dục với một nữ nhân viên ở trại cải tạo Red Bank. Vụ việc được tờ Sunday Times Magazine nhắc tới sau khi hắn bị bắt vào năm 2011. Tác giả David James Smith là người theo dõi vụ án từ năm 1993 và từng thực hiện phóng sự Jon Venables: What Went Wrong? cho đài BBC. Nữ nhân viên trong vụ việc sau đó bị khiển trách và đuổi việc, và không bao giờ được tiếp tục công việc tại Red Bank. Đại diện cảnh sát của St Helens khẳng định chính quyền không hề có ý định che đậy bê bối này: "Vụ việc do một cơ quan độc lập điều tra và do Arthur de Frischling, cựu giám đốc trại cải tạo, trực tiếp chỉ đạo."
Venables được thả tự do vào tháng 3 năm 2002. Hắn qua lại với vài phụ nữ, và có một người con trai. Đây cũng là lúc hắn bắt đầu tàng trữ nhiều video đồi trụy trẻ em. Năm 2005, Venables cặp kè với một cô gái 17 tuổi. Những báo cáo cho thấy hắn qua lại chủ yếu với những "người bạn gái rất trẻ", cho thấy thực tế Venables đã không trải qua thời kỳ dậy thì đúng mực. Sau đó, hắn bắt đầu nghiện rượu, ma túy và ấu dâm. Năm 2008, báo cáo ghi chép Venables "giành phần lớn thời gian" cho việc chơi trò chơi điện tử trên Internet. Tới tháng 9, hắn bị bắt giữ vì gây rối ở hộp đêm: ban đầu hắn khai là phòng vệ do người khác khiêu khích, nhưng cuối cùng thừa nhận là mình mất kiểm soát sau khi uống rượu. 3 tháng sau, Venables bắt đầu nghiện cocaine và hắn 2 lần để lộ nhân thân với bạn bè.

### Venables trở lại tù năm 2010
Ngày 2 tháng 3 năm 2010, Bộ Tư pháp Anh tuyên bố Venables đã quay trở lại tù sau khi vi phạm ràng buộc trách nhiệm hình sự. Bộ trưởng Jack Straw nhấn mạnh rằng Venables trở lại tù vì "hành vi đặc biệt nghiêm trọng" song "không thể cho biết thêm chi tiết lý do khiến Jon Venables bị giam giữ vì lợi ích công cộng". Ngày 7 tháng 3, Venables chính thức ngồi tù vì nghi ngờ tàng trữ ấn phẩm đồi trụy trẻ em.
Trong bài báo cáo trước Hạ viện vào ngày 8 tháng 3, Straw công bố lý do Venables vào tù lần này "không liên quan tới pháp luật". Chủ tịch Tòa phúc thẩm Elizabeth Butler-Sloss – người từng đưa ra quyết định bảo đảm tùy thân cho Venables vào năm 2001 – cảnh báo rằng hắn hoàn toàn có thể bị sát hại nếu danh tính mới được công bố
.
Mẹ của Bulger, Denise Fergus, nói rằng bà cảm thấy giận dữ khi tòa án không thông báo với bà việc Venables đã bị bắt giam, đồng thời yêu cầu dỡ bỏ quy định bảo vệ nhân thân vì lý do vi phạm hình sự. Đại diện của Bộ Tư pháp trả lời rằng đã có rất nhiều trường hợp đáng tiếc trên thế giới khi cho công bố địa điểm cũng như danh tính mới của những kẻ từng thủ ác.
Từng có một tuyên bố không chính xác về việc Venables quay trở lại tù khi một kẻ từ Fleetwood, Lancashire đã bị nhầm với y. Sự việc này sau đó được đính chính vào tháng 9 năm 2005, nhưng sau đó được phát tán rộng rãi vào năm 2010 thông qua SMS và Facebook
. Thanh tra Tracie O'Gara từ Sở cảnh sát vùng Lancashire nói: "Kẻ từng bị bắt cách đây 4 năm rưỡi không phải là Jon Venables và hiện giờ hắn không còn ở vùng này nữa."
Ngày 21 tháng 6 năm 2010, Venables bị bắt giữ với tội danh tàng trữ và phát tán các sản phẩm đồi trụy trẻ em. Vụ việc liên quan tới việc hắn tải 57 hình ảnh đồi trụy trong khoảng 12 tháng tính tới tháng 2 năm 2010, đồng thời chia sẻ thông qua hình thức p2p trên internet. Venables phải đối diện với 2 tội danh theo Luật Bảo vệ trẻ em 1978. Ngày 23 tháng 6, Venables xuất hiện tại phiên đối chất tại tòa án vùng Old Bailey thông qua video, với sự có mặt duy nhất của thẩm phán và bồi thẩm đoàn. Y bị kết án lưu trữ và phát tán văn hóa phẩm ấu dâm và nhận 2 năm tù giam.
Tại phiên tòa, Venables khai nhận có thành lập chat nhóm với một người phụ nữ 35 tuổi tên là Dawn "Dawnie" Smith thường xuyên bạo hành cô con gái 8 tuổi của mình. Venables muốn có được những bức ảnh đồi trụy trẻ em từ người phụ nữ này. Cảnh sát bắt đầu để ý tới y từ tháng 2 cùng năm, nhưng cũng e ngại rằng y sẽ được văn phòng nơi y làm việc bao che. Khi cảnh sát ập tới căn hộ của Venables, hắn lập tức dùng dao và dụng cụ mở rượu phá hủy ổ cứng máy tính. Tuy nhiên, cảnh sát đã nhanh chóng kiểm soát tình hình. Trong máy tính, họ phát hiện nhiều hình ảnh đồi trụy trẻ em, nhiều cảnh hiếp dâm trẻ vị thành niên và cả trẻ em 7-8 tuổi.
Thẩm phán thượng thẩm Ngài David Bean nói rằng cho dù thông tin mới về Venables chưa hề được công bố, nhưng truyền thông đã đăng tin hắn bị bắt ở Cheshire. Tòa thượng thẩm cũng nhận báo cáo hắn từng bị bắt vì gây rối sau khi say rượu vào tháng 9 năm 2008. Cuối năm đó, y cũng từng bị điều tra vì tàng trữ cocaine.
Tháng 11 năm 2010 trong bản báo cáo lên Cục quản lý quốc gia, Ngài David Omand cho rằng cảnh sát chưa từng lường tới khả năng Venables tải những hình ảnh đồi trụy về máy tính. Harry Fletcher, trợ lý Tổng thanh tra Cục quản lý quốc gia, cho biết cảnh sát đã cách ly 24 giờ Venables khỏi mọi công cụ thông tin.
Venables được đối chất trước tòa vào tháng 7 năm 2011. Ngày 27 tháng 6, phiên tòa tuyên án Venables và y không được đối chất trong vòng ít nhất một năm.

### Tùy thân mới của Venables
Ngày 4 tháng 5 năm 2011, Venables một lần nữa được cấp một thông tin tùy thân mới, sau khi "có nhiều nghi ngờ" về việc hắn để lộ thông tin trước khi bị bắt giam lại vào năm 2010. Vì lý do pháp lý, quyết định này không được công bố. Theo đại diện của Bộ tư pháp Anh, "việc thay đổi tùy thân thực sự rất ít khi diễn ra, chỉ khi công an có đầy đủ bằng chứng về những vấn đề của nghi phạm sẽ gặp phải một khi được phóng thích". Nguồn gốc của sự kiện này có thể tới từ việc một người đàn ông ở Exeter đã đăng những hình ảnh ái nhi lên một trang web kèm hình ảnh và thông tin của Venables.

### Đối chất và trả tự do năm 2013
Tháng 11 năm 2011, nhiều nguồn tin cho biết Venables sẽ phải tiếp tục giam giữ thêm một thời gian và sẽ được cung cấp nhân thân mới sau khi được trả tự do. Đại diện Bộ Tư pháp từ chối bình luận về thông tin này. Ngày 4 tháng 7 nâm 2013, Ủy ban đối chất của Anh và xứ Wales đồng ý trả tự do cho Venables. Theo các báo cáo, Venables chính thức ra tù vào ngày 3 tháng 9 cùng năm.

### Trở lại tù năm 2017
Ngày 23 tháng 11 năm 2017, Venables tiếp tục bị truy tố khi đang phát tán ảnh đồi trụy trẻ em. Bộ Tư pháp Anh không đưa ra bất cứ bình luận nào về thông tin này. Ngày 8 tháng 1 năm 2018, Venables chính thức bị bắt vì tội danh trên. Tới ngày 7 tháng 2, hắn lần thứ 2 bị kết án tàng trữ và phát tán văn hóa phẩm đồi trụy trẻ em sau những video chứng cứ về việc tạo ra các ấn phẩm ấu dâm. Trước tòa, hắn thừa nhận lưu trữ 392 ấn phẩm loại A, 148 ấn phẩm loại B và 630 ấn phẩm loại C theo quy định của pháp luận về văn hóa phẩm đồi trụy trẻ em và bị kết án 3 năm 4 tháng tù giam. Tháng 9 năm 2020, Venables bị từ chối quyền bào chữa cho tội danh trên.

### Từ chối gỡ quyền bảo vệ nhân thân năm 2019
Ngày 4 tháng 3 năm 2019, cha của Bulger thất bại trong việc yêu cầu tòa gỡ quyền bảo vệ nhân thân của Venables. Thẩm phán Ngài Andrew McFarlane không chấp nhận yêu cầu này, cho rằng bản chất "tội phạm quá rõ ràng" của vụ án khiến cho "Tồn tại một khả năng, không chỉ lớn mà là rất lớn, rằng một khi phạm nhân để lộ nhân thân, y sẽ phải nhận những hậu quả vô cùng khủng khiếp."

### Tại ngoại tại nước ngoài
Tháng 6 năm 2019, nhiều nguồn tin cho biết chính quyền Anh sẽ đưa Venables tại ngoại tại Canada, Úc hoặc New Zealand do những chi phí quá đắt đỏ liên quan tới hoạt động bảo vệ nhân thân. Theo nhiều báo cáo, chi phí hàng năm chính phủ Anh phải trả lên tới 65.000 bảng riêng cho hoạt động này. Trả lời câu hỏi liên quan tới thông tin này, Thủ tướng New Zealand Jacinda Ardern cho biết Venables sẽ cần được xem xét quyền miễn trừ theo Luật nhập cư với những thủ tục "không đáng phải lo lắng".

## Trong văn hóa đại chúng
Tháng 8 năm 2001, một vở kịch mang tên The Age of Consent của Peter Morris được trình diễn trên sân khấu của Edinburgh Festival Fringe. Nội dung kể về cậu thanh niên 18 tuổi Timmy vừa được thả tự do sau khi ngồi tù nhiều năm với án bắt cóc và đánh chết một cậu bé. Tác phẩm gây nên nhiều tranh cãi khi có quá nhiều tình tiết giống với vụ án James Bulger. Cho dù chưa từng xem vở kịch này, Denise Fergus từ chối công nhận đây là một tác phẩm nghệ thuật khi "nó chỉ cố gắng gây sốc và thu hút công chúng", ngoài ra còn nhấn mạnh "bất cứ ai có ý định lấy cái chết của con trai tôi làm chủ đề cho một vở kịch thực sự bị tâm thần và bệnh hoạn". Peter Morris có giải thích rằng tính dí dỏm trong vở kịch của ông "không có ý xúc phạm bất kể ai, bao gồm cả bà Fergus, người đã phải chịu quá nhiều đau khổ sau cái chết của James". Ông bổ sung rằng tác phẩm "đầy bi ai chứ không hài hước" nhằm nhấn mạnh "những khía cạnh đạo đức mà xã hội ngày nay vẫn còn thiếu quan tâm đối với trẻ em" .
Năm 2003, một phần của serie trò chơi điện tử Law & Order mang tên Law & Order: Double or Nothing đã bị cấm lưu hành tại Anh vì sử dụng hình ảnh của James Bulger. Trong trò chơi này có một phân cảnh hình chiếu camera CCTV khi Thompson và Venables dắt Bulger ra khỏi siêu thị. Phân cảnh đưa ra những phỏng đoán về một vụ bạo hành trẻ em và yêu cầu người chơi thực hiện cuộc điều tra về vụ án này. Sau khi nhận được những phản ánh từ gia đình Bulger, hãng phân phối trò chơi này tại Anh, GSP, đã ngay lập tức bỏ trò chơi này ra khỏi các kệ bán hàng trên toàn quốc. Đơn vị phát triển trò chơi, Legacy Interactive, sau đó đã phải đăng lời xin lỗi về việc sử dụng hình ảnh trái phép trong trò chơi, và cho biết rằng hình ảnh này "chưa từng được dãn nhãn cảnh báo" và "thực sự không được biết nhiều tại Mỹ cũng chính từ việc hạn chế đưa tin của truyền thông Anh."
Năm 2008, Niklas Rådström đã bóc tách các đoạn phỏng vấn, xâu chuỗi các sự kiện và trình diễn vở kịch Monsters tại Nhà hát Arcola, London vào tháng 5 năm 2009.
Tháng 8 năm 2009, kênh truyền hình Seven Network của Úc đã sử dụng hình ảnh vụ bắt cóc nhằm quảng bá cho chương trinh City Homicide. Gần như ngay lập tức, Denise Fergus lên tiếng và Seven đã phải đưa ra lời xin lỗi. Tới ngày 24 tháng 8, người dẫn chương trình Sunrise của Seven đã đặt câu hỏi rằng liệu thủ phạm vụ án hiện có đang sống tại Úc hay không. Chính phủ Úc ngày hôm sau đã lên tiếng phủ nhận tiếp nhận tại ngoại cho cả 2 hung thủ vụ án này.
Một phân cảnh của bộ phim Hollyoaks, dự kiến bấm máy vào tháng 12 năm 2009, cũng phải loại bỏ khi có ý định đưa Denise Fergus lên hình. Phân cảnh này nói về Loretta Jones và con gái Chrissy với nhân thân mới sau khi từng bị kết tội giết người ở tuổi 12.
Vụ sát hại James Bulger cũng được nhắc tới trong lời tựa cuốn On Evil (2010) của nhà tội phạm học Terry Eagleton.
Tháng 1 năm 2019, bộ phim ngắn Detainment được xướng danh trong danh sách đề cử cho Giải Oscar lần thứ 91. Bộ phim được xây dựng dựa trên lời khai của Thompson và Venables. Sự kiện vấp phải chỉ trích gay gắt từ mẹ của James, Denise Fergus, khi bà cho rằng mình không nhận được bất cứ lời đề nghị nào trước khi bộ phim được sản xuất. Bà thậm chí còn vận động yêu cầu gỡ bỏ bộ phim khỏi danh sách đề cử. Đạo diễn Vincent Lambe sau đó khẳng định sẽ không rút lui "vì vụ án không thể khiến làm hỏng đi mục đích ra đời của bộ phim".